# نینا دروال
نینا دروال (هلندی: Nina Derwael؛ زادهٔ ۲۶ مارس ۲۰۰۰) ژیمناست هنری زن اهل بلژیک است.